# The Terror Experiment
Pour plus de détails, voir Fiche technique et Distribution.
The Terror Experiment (Fight or Flight) est un film d'horreur et de science-fiction américain réalisé en 2010 par George Mendeluk.

## Synopsis
Un terroriste s'introduit dans un immeuble sécurisé occupé par des employés de la C.I.A. Parvenant jusqu'au laboratoire, il provoque volontairement la fuite d'un gaz expérimental. Le fait de respirer ce gaz transforme les victimes en zombies agressifs. Rapidement la plus grande partie du personnel est touchée. Pendant ce temps les autorités cernent le bâtiment et empêchent les pompiers d'y pénétrer, au grand dam de la police locale. Un groupe de quelques survivants parmi lequel se trouve l'inventeur du produit va tenter de trouver une solution...

## Fiche technique
- Titre DVD : The Terror Experiment
- Titre original : Fight or Flight
- Titre alternatif : Piège de verre
- Réalisation : George Mendeluk
- Scénario : D. Todd Deeken
- Musique : Chris Thomas
- Photographie : Brad Reeb
- Pays :  États-Unis
- Genre : Action, horreur, thriller, science-fiction
- Durée : 82 minutes
- Sortie le 1er avril 2010

## Distribution
- C. Thomas Howell : Grasso, chef de la police locale
- Judd Nelson : Wilson, agent fédéral
- Jason London : Cale, responsable informatique
- Robert Carradine : Docteur Wexler, inventeur du gaz toxique expérimental
- Lochlyn Munro :  Loham, chargé de répartir le courrier
- Sarah Laine : Carol Milner, La première femme de Cale avec qui il a une fille
- Alicia Leigh Willis : Mandy, détective privée